# جيمس تي. كلاين
جيمس تي. كلاين هو مخرج وسياسي أمريكي، ولد في 31 يوليو 1937 في ألتون في الولايات المتحدة. نشط حزبياً في الحزب الجمهوري. وقد انتخب عضو مجلس نواب ولاية آيوا ‏.